# 龍ケ崎町歩
龍ケ崎町歩（りゅうがさきちょうぶ）は、茨城県稲敷郡河内町の町名。丁番を持たない単独町名で、郵便番号は300-1337。

## 地理
丸田、生板鍋子新田、大徳鍋子新田、及び、北相馬郡利根町大字加納新田、千葉県印旛郡栄町和田、生板鍋子新田、龍ケ崎町歩、北に隣接する。

## 歴史
1996年（平成8年）　河内村が河内町に町制施行